# Шолохов, Сергей Леонидович
Серге́й Леони́дович Шо́лохов (род. 27 сентября 1958 года, Ленинград) — советский и российский журналист, телеведущий. Кандидат искусствоведения, лауреат конкурса прессы «Золотое перо — 96» в номинации «Журналист года», академик киноакадемии «Ника».

## Биография
Родился 27 сентября 1958 года в семье биолога и палеонтолога Леонида Сергеевича Гликмана (1929—2000) и архитектора Галины Леонидовны Шолоховой (род. 1935). Дед - живописец  Леонид Сергеевича Шолохов Учился в ленинградском интернате № 4 с углублённым изучением английского языка и хинди, затем на филологическом факультете Ленинградского университета. Работал редактором в издательстве «Изобразительное искусство». В 1986 году окончил очную аспирантуру Ленинградского института театра, музыки и кинематографии, защитив диссертацию под названием «„Моцарт и Сальери“ А. С. Пушкина в театре, кино и на телевидении».
Карьеру на Ленинградском телевидении начинал с должности редактора отдела кино в 1987 году. Стал популярен в конце 1980-х годов как один из авторов и ведущих публицистической программы «Пятое колесо», один из выпусков которой вошёл в историю как «Ленин — гриб». С 1991 году выпускал собственную программу «Тихий дом».
В 1991—1992 годах работал в Школе управления Гарвардского университета в качестве приглашённого научного сотрудника.
В 1997 году был назначен заместителем председателя ГТРК «Петербург — Пятый канал», где проработал до 1998 года, когда телекомпания, уступив федеральную частоту новообразованному телеканалу «Культура», вновь стала региональной. С 1992 года программа «Тихий дом» выходила на канале «Россия», а с 1998 по 2017 год — на «Первом канале»; примерно с начала-середины 2000-х годов эта программа занималась только освещением кинофестивалей класса люкс (Берлин, Канны, Венеция).
В 1998 году возглавил продюсерский центр «Петербург — Культура», производящий телепередачи и документальные фильмы. Несколько раз был членом жюри Высшей лиги КВН. Член жюри многочисленных кинофестивалей. Автор и продюсер 10 документальных фильмов, таких как «Алексей Герман — львиное сердце», «Никита Михалков — свой среди своих», «Кирилл Лавров — дед и внук», «Алексей Балабанов: в поисках счастья».

### Семья
- Дед (по матери) — живописец Леонид Сергеевич Шолохов, бабушка — архитектор Беба Соломоновна Збарж (1914—1965)[14].
- Дед (по отцу) — химик-органик Сергей Абрамович Гликман[15].
- Отец — Леонид Сергеевич Гликман, научный сотрудник Академии наук, главный специалист по акулам в России.
- Мать - Шолохова Галина Леонидовна, ландшафтный архитектор, профессор Санкт-Петербургской Академии Художеств
- Жена — писатель и кинокритик Татьяна Москвина (1958—2022), имеет двоих сыновей.
  - Пасынок — Всеволод Москвин, лидер группы «Глом!»[16].
  - Сын — Николай Шолохов, поэт, литератор, преподаватель английского языка и русской литературы, переводчик.
- Брат — архитектор Алексей Шолохов.
- Сестра — журналистка Екатерина Гликман, сотрудница «Новой газеты».

## «Ленин — гриб»
17 мая 1991 года по Ленинградскому телевидению в передаче «Пятое колесо» была показана программа «Тихий дом», которую зрители назвали «Ленин — гриб». В этот раз Сергей Шолохов подготовил её вместе с музыкантом Сергеем Курёхиным. В передаче Курёхин и Шолохов, оперируя выдержками из различных исторических документов, а также другими «доказательствами» (например, сравнением мицелия гриба и контура броневика, с которого выступал Ленин), обосновывали вывод, что Владимир Ленин путём чрезмерного потребления грибов, в том числе галлюциногенных, сам стал грибом. Передача вызвала широкий общественный резонанс, множество телезрителей восприняли сказанное всерьёз. Это продемонстрировало как некритичность мышления среднего советского телезрителя в сочетании с высоким уровнем его доверия к информации из телевизора, так и саму возможность манипуляции общественным сознанием.
Программа неоднократно цитировалась на разных каналах в течение уже почти трёх десятилетий; в 1996 году видеокассеты с её отредактированной записью были изданы отдельным тиражом. В 2010 году Светлана Сорокина сделала отдельную передачу для «Пятого канала» по истории создания выпуска «Пятого колеса» от 17 мая 1991 года. В 2011 году специальная версия передачи вышла на канале «Культура».

Именно с этого момента я поняла, что в стране наступает свобода.
— Алла Пугачёва

## Фильмография
- 2003 — Убойная сила 5 — камео
- 2005 — Мне не больно — камео
- 2005 — Неотложка 2 — пассажир
- 2012 — Я тоже хочу — ведущий